# Wangchug Gyalpo
Wangchug Gyalpo, beter bekend onder zijn aangenomen naam Shatra (1795-1864), was de enige van de regenten in historisch Tibet gedurende de periode 1750-1950 die een leek en geen tulku was. Dat was tijdens een periode van twee jaar van 1862-1864.

## Jongere jaren van Shatra
De oorspronkelijke naam van Shatra was Wangchug Gyalpo. Hij werd in 1794 geboren in een Tibetaanse adellijke familie die een landgoed bezat in de nabijheid van Tashilhunpo, het klooster en de traditionele verblijfplaats van de pänchen lama. Als jongste van meerdere broers werd hij op jeugdige leeftijd monnik in dat klooster. Op de leeftijd van circa 30 jaar vestigde hij zich in Lhasa en kreeg daar een betrekking als een van de monniken als functionaris in Tibet. Hij kreeg daar moeilijkheden en werd gedwongen zijn betrekking op te geven. Hij werd echter gered door Dongruboje, een van de vier shapes, een lid van de kashag, de regering van historisch Tibet. De laatste was de stamhouder van de adellijke familieclan van de Shatra's, op dat moment al een van de machtigste families van Tibet. Deze nam Wangchug Gyalpo in dienst als zijn privé-secretaris. Wangchug Gyalpo verliet het geestelijk ambt, trouwde de dochter van Dongroboje en nam na de dood van zijn adoptiefvader ook zijn naam aan. Vanaf dat moment werd hij aangeduid als Shatra.

## Verdere carrière
In de jaren na 1835 was Shatra vooral belast met een aantal militaire zaken. Hij was de leider van de Tibetaanse troepen in de periode van de invasie van de Dogra's in 1841. In 1842 werd hij zelf benoemd tot shape en lid van de kashag. In de daarop volgende jaren nam zijn macht snel toe. Hij werd belast met een groot aantal taken, waaronder de totale restauratie van het klooster van Samye, een taak die in Tibet als buitengewoon eervol werd beschouwd.
In 1855 brak de Tibetaans-Nepalese Oorlog van 1855 en1856 uit. De Tibetaanse troepen waren niet in staat weerstand te bieden. Shatra wist daarop een wapenstilstand te bereiken en was samen de amban de leider van de Tibetaanse delegatie die in 1856 in Kathmandu de vredesovereenkomst sloot, die grotendeels in het voordeel van Nepal was. In die periode was Shatra duidelijk de machtigste man in Tibet. Die positie had hem echter ook een groot aantal vijanden opgeleverd, waaronder de regent van Tibet.

### Machtsstrijd
De regent van die periode was sinds 1845 de derde Reting rinpoche, Ngawang Yeshe Tsültrim Gyatso. In 1858 probeerde Shatra de positie van de regent verder te verzwakken en stelde voor dat voortaan hij en niet langer de regent de houder en beheerder van het Tibetaans zegel van de regering zou worden. In 1857 werd Shatra verbannen naar zijn landgoed. De regent zond een legercommandant naar het landgoed met de opdracht Shatra te vermoorden. De commandant pretendeerde de opdracht niet begrepen te hebben en liet Shatra ontkomen. Shatra dook onder in een klooster en leefde enkele jaren als een monnik.
In 1862 kreeg Shatra echter zijn revanche. Monniken in Tibetaanse kloosters moesten voor het grootste deel in hun eigen levensonderhoud voorzien. Monniken die dagelijks meerdere gebedsdiensten bijwoonden konden een deel van de giften van gelovigen gebruiken om die kosten te dekken. Ngawang Yeshe Tsültrim Gyatso was van mening dat de monniken in een aantal grote gelugkloosters misbruik maakten van die mogelijkheid en probeerde regelgeving te introduceren, waarbij dat aan een maximum werd gebonden. Het waren met name de monniken van de kloosters Drepung en Ganden die hier tegen massaal protesteerden. De Chinese ambans hielden zich neutraal. Shatra stelde zich geheel achter de actie van die monniken en wist daarmee zijn machtsbasis aanzienlijk uit te breiden. De regent kreeg enige steun van monniken uit het klooster Sera, een traditioneel machtscentrum van de Reting Lama's. Dat was echter op den duur onvoldoende. Zijn positie werd onhoudbaar en hij vluchtte naar China en nam het zegel van de Tibetaanse regering mee.
De hiërarchie van de gelug benoemde daarop de vijfjarige dalai lama Trinley Gyatso tot hoofd van de regering. Shatra was op dat moment opnieuw de machtigste persoon in Tibet. De benoeming van de dalai lama was dan ook een tijdelijke maatregel om de regel te ontlopen dat alleen een tulku regent zou kunnen zijn. Enige weken later publiceerde de gelughiërarchie een verklaring dat de dalai lama nog te kort in zijn huidige lichaam aanwezig was om alle verantwoordelijkheden uit te voeren en het daarom noodzakelijk is een hoofd van de regering te benoemen. Shatra werd hierna benoemd tot regent.
Van1862 tot 1864 was Shatra dan de regent van Tibet. Hij was in die periode al haast zeventig jaar. Een in die tijd voor Tibet zeer aanzienlijke leeftijd.